# Ваїтупу
Ваїтупу (Vaitupu) — найбільший острів архіпелагу Тувалу в Тихому океані.

## Географія
Острів розташований на північний схід від атола Нукуфетау. Найближчий материк, Австралія, розташований за 2800 км.
Ваїтупу являє собою низинний кораловий острів, в центрі якого розташована лагуна, оточена рифами. Острів має трикутну форму з округленими кутами. Площа суші — 5,09 км². Ширина лагуни варіюється від 750 м до 1,6 км, коралового рифу — від 200 до 700 м. У південній частині Ваїтупу розташовані два проходи: Тефута та Аліа-Опет. У південно-східній частині — скупчення декількох острівців (або моту): Лусамоту, Теа-Моту-Олепа, Масани та Мотутаніфа.
З рослинності на атолі переважають кокосові пальми, які вирощуються на місцевих плантаціях для виробництва копри. Є мангрові зарості і невеликі болота.
Клімат на Ваїтупу тропічний. Трапляються руйнівні циклони.

## Історія
За місцевими легендами першим колонізатором Ваїтупу був самоанець, на ім'я Телематуа. У 1825 році острів був відкритий американцем Обідом Старбаком (англ. Obed Starbuck).

## Населення
У 2002 році чисельність населення Ваїтупу становила 1591 осіб. Єдине поселення — село Асау. На острові є початкова школа та середня школа, заснована в 1905 році членами Лондонського місіонерського товариства. Діє відділення пошти, один готель.